# Аннобонцы
Аннобонцы (амбо — самоназвание) — креольский этнос, основное население острова Пагалу (Аннобон) в Экваториальной Гвинее. Численность около 2 тыс. человек. Говорят на  аннобонском языке, возникшем на базе португальского языка и языков банту. Распространены также португальский и испанский языки (Попов 1999: 83).

## Религия
Большинство аннобонцев — христиане-католики (Попов 1999: 83).

## История
Вместе с родственными креолами острова Сан-Томе (сантомейцы, или тонгаш) сформировались в XVII-XVIII веках из потомков бантуязычных народов (овимбунду, мбунду, конго, фанг), смешавшихся между собой и с европейцами (преимущественно португальцами, а также французами и голландцами) (Попов 1999: 83).

## Основные занятия
Занимаются торговлей, рыболовством, садоводством, животноводством: разводят свиней, коз, кур (Мельников 2001: 38).

## Социальная структура
В основе структуры моногамные малые семьи. Брачное поселение вирилокальное. Счёт родства патрилинейный (Попов 1999: 83).

## Культура
Культура аннобонцев сочетает в себе африканские и европейские элементы. В данный момент ведут вестернезированный образ жизни. У них очень хорошо развит народный фольклор (Якубовский 1993: 60).

## См.также
- Португальские креолы